# 2008 год в авиации
Список событий в авиации в 2008 году.

## События
- 19 мая — первый полёт прототипа российского ближнемагистрального пассажирского самолёта Суперджет-100 (пилоты А. Н. Яблонцев, Л. В. Чикунов).[1]

### Без точной даты
- Июнь—упразднена авиакомпания Air Midwest.
- Упразднена авиакомпания Aerocondor.
- Упразднена авиакомпания African International Airways.
- Упразднена авиакомпания Авиапрад.